# Изабелла Клара Евгения
Изабелла Клара Евгения Австрийская, Исабель Клара Эухения (исп. Isabel Clara Eugenia de Austria; 12 августа 1566, Сеговия, Королевство Кастилия и Леон, Испанская империя — 1 декабря 1633[…], Брюссель, Испанские Нидерланды, Испанская империя) — испанская инфанта, штатгальтер испанских провинций Нидерландов.

## Испанская инфанта
Родителями инфанты Изабеллы Клары Евгении были король Испании Филипп II и Елизавета Валуа. Для её матери это были трудные роды, после которых она в течение нескольких дней находилась на грани смерти. Филипп II, которого источники того времени описывают как довольно бесчувственного человека, после родов объявил, что он более рад родившейся девочке, чем если бы это был наследник престола. Инфанта лишилась своей матери очень рано, когда ей было всего два года, та умерла после очередных неудачных родов. Она росла вместе со своей младшей сестрой Каталиной Микаэлой при дворе своего отца под присмотром кормилицы Марии де Месса. Филипп II, вскоре после скоропостижной кончины Елизаветы Валуа, женился в 1570 году в четвёртый раз, его женой стала его племянница Анна Австрийская, дочь императора Максимилиана II и сестры Филиппа Марии. Она приняла обеих девочек как своих собственных детей и между мачехой и падчерицами возникли очень тесные доверительные отношения.
Испанская королева, после того как несколько рождённых ею детей умерло во младенчестве, подарила Филиппу 14 апреля 1578 года долгожданного наследника престола Филиппа III. Однако испанский монарх те глубокие чувства, которые он испытывал к своей третье жене, не смог перенести на свою четвертую супругу, так же, как и установить тесные отношения с детьми от четвёртого брака. Его обе дочери, Изабелла Клара Евгения и Каталина Микаэла, были его доверенными лицами, у которых он, так же, как до этого у их матери, просил совета по важным политическим вопросам.
Так писал он своим дочерям 15 января 1582 года из Лиссабона:
Я слышал что у вас все хорошо - это просто замечательные для меня новости! Когда у вашей маленькой сестры (Мария (1580-1583), дочь от четвертой жены) появятся первые молочные зубы, слишком рано по моим представлениям :это будет замена для двух зубов, которые я вот-вот потеряю - когда я вернусь назад (в Испанию), у меня их скорее всего не будет! Если у меня не будет других причин для жалоб, то с этим можно жить... Только что принесли мне показать то, что упаковано в ящик, который пошлют в Испанию - сладкую лиметту. Я имею в виду, что это просто лимон, но тем не менее я хочу его вам послать. Если это действительно сладкая лиметта, то я, должен признать, ещё ни разу не видел такую большую. Я не знаю дойдет ли она туда (в Испанию) в хорошем состоянии; если вы её получите и она будет ещё свежей, то вы её непременно должны попробовать и сказать мне понравилась ли она вам; я просто не могу поверить, что сладкая лиметта может вырасти такой большой. Так что я буду рад, если вы мне пошлете об этом весточку. Маленький лимон должен только помочь заполнить ящик. Я посылаю вам также розы и цветок апельсина, чтобы вы увидели, что здесь растёт… Подписано: Ваш добрый отец

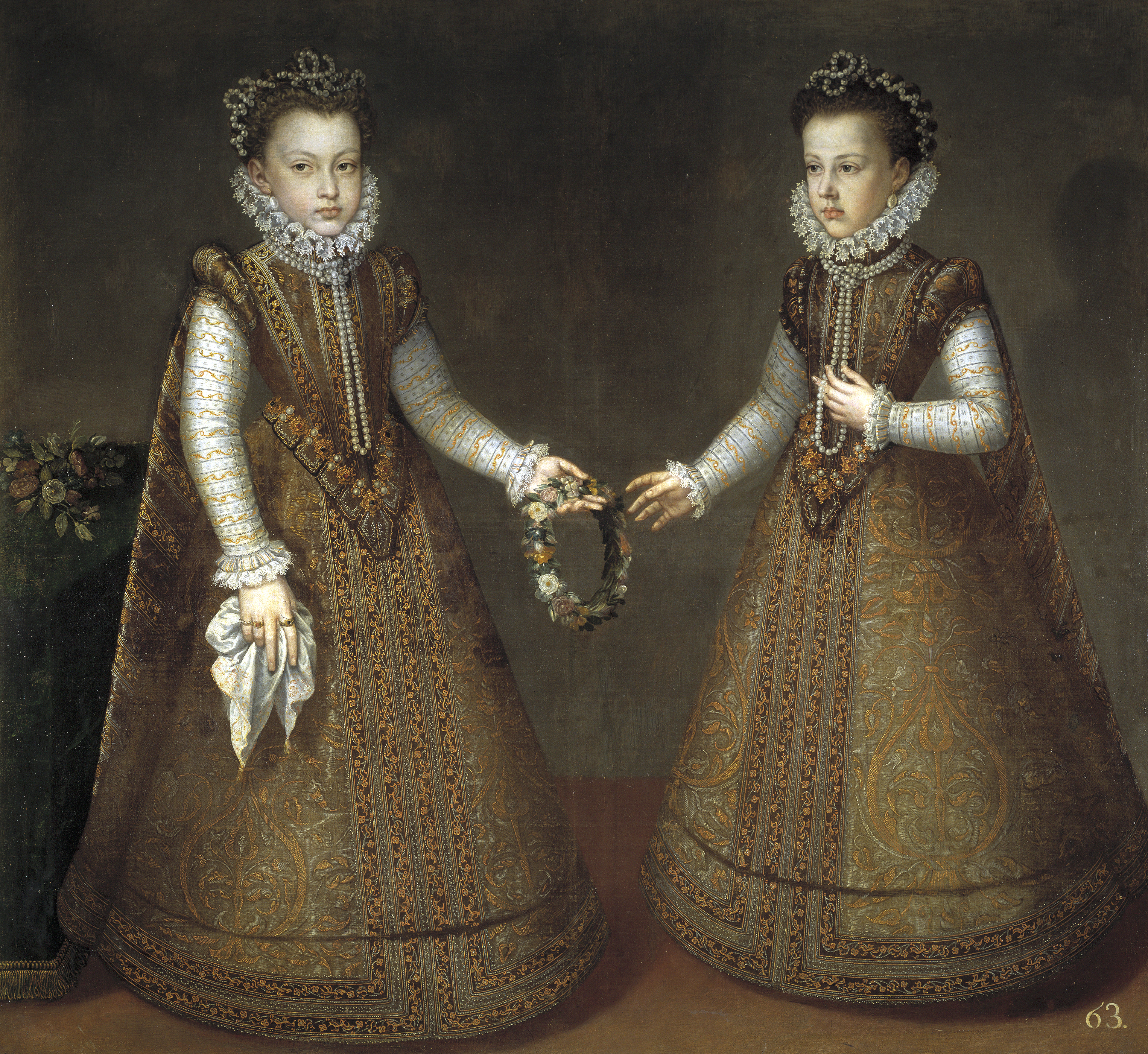
«Инфанты Изабелла Клара Евгения и Каталина Микаэла», Алонсо Санчес Коэльо, 1571 год

Особенно тесными были отношения между Филиппом II и его старшей дочерью Изабеллой Кларой Евгенией. Он называл дочь утешением своей старости и светом своих глаз. Она помогала ему в ведении государственных дел, приводила в порядок его бумаги, читала ему вслух наиболее важные послания и переводила на испанский донесения из Италии. Последние три года до смерти Филиппа 13 сентября 1598 года Изабелла ухаживала за своим тяжело больным отцом, который страдал приступами лихорадки и подагрой.
2 августа 1589 года дядя Изабеллы Клары Евгении по материнской линии, король Франции Генрих III, был убит монахом Жаком Клеманом. Генрих III был последним королём Франции из рода Валуа, ни у него, ни у его братьев не было наследников. Филипп II заявил права на французский престол для своей дочери Изабеллы Клары Евгении, поскольку она была дочерью старшей сестры Генриха III Елизаветы. Эти притязания не имели под собой никакой юридической силы, поскольку салический закон Франции исключал женщин из наследования престола и Елизавета перед свадьбой отказалась от прав на французский престол. Законным претендентом на трон короля Франции считался предводитель гугенотов Генрих Наваррский, который в 1594 году и взошёл на французский престол как Генрих IV. Кроме того, в 1590—1598 годах Изабелла являлась претендентом на корону герцогства Бретонского.
В рамках проводимой Габсбургами семейной политики, Изабелла Клара Евгения была на третьем году жизни была помолвлена со своим троюродным братом Рудольфом II, старшим сыном императора Священной Римской империи Максимилиана II. Однако через двадцать лет Рудольф разорвал помолвку. В возрасте тридцати одного года инфанта была помолвлена с эрцгерцогом Альбрехтом VII, который вырос при испанском дворе. Эрцгерцог Альбрехт был братом Рудольфа II и в возрасте восемнадцати лет стал кардиналом. Филипп II произвёл своего племянника в 1583 году в вице-короли Португалии и 1595 году назначил его штатгальтером Испанских Нидерландов. В связи с помолвкой эрцгерцог Альбрехт в 1598 году был освобожден римским папой от обязательств перед католической церковью.

## Штатгальтер Испанских Нидерландов
Пара получила в качестве приданого испанские провинции Нидерландов, Ещё во времена помолвки Филипп II передал права на управление Нидерландами в руки своей дочери. В её правление перешли Фландрия, Артуа, Геннегау, Брабант, Камбре, Лимбург и Люксембург. Только в случае бездетности инфанты права на Испанские Нидерланды после её смерти должны были возвратиться назад испанскому престолу.
В 1598 году король Филипп II умер, и 18 апреля, после семи месяцев траура, мужем Изабеллы Клары Евгении стал Альбрехт VII Австрийский. Инфанта родила троих детей, но все они умерли ещё во младенчестве. Из источников того времени[каких?] следует что после смерти третьего ребёнка Изабелла и Альбрехт стали избегать полового контакта.
Они обосновались в Брюсселе, который в то время был центром Испанских Нидерландов. Территория Нидерландов простиралась к югу от Рейна и Мааса до сегодняшних Люксембурга и Бельгии. Де-факто к этому времени только южная часть Нидерландов была под контролем Испании, северная часть (см. Восьмидесятилетняя война), также называемая Республикой Соединённых Провинций, была в руках кальвинистов.
Эрцгерцог и инфанта как могли старались уменьшить нищету, вызванную многолетней войной. Помимо этого Альбрехт добился в 1609 году двенадцатилетнего перемирия с северными провинциями, и придворная, общественная и церковная жизнь буквально расцвела в это время. В 1609 году Петер Пауль Рубенс стал придворным живописцем.

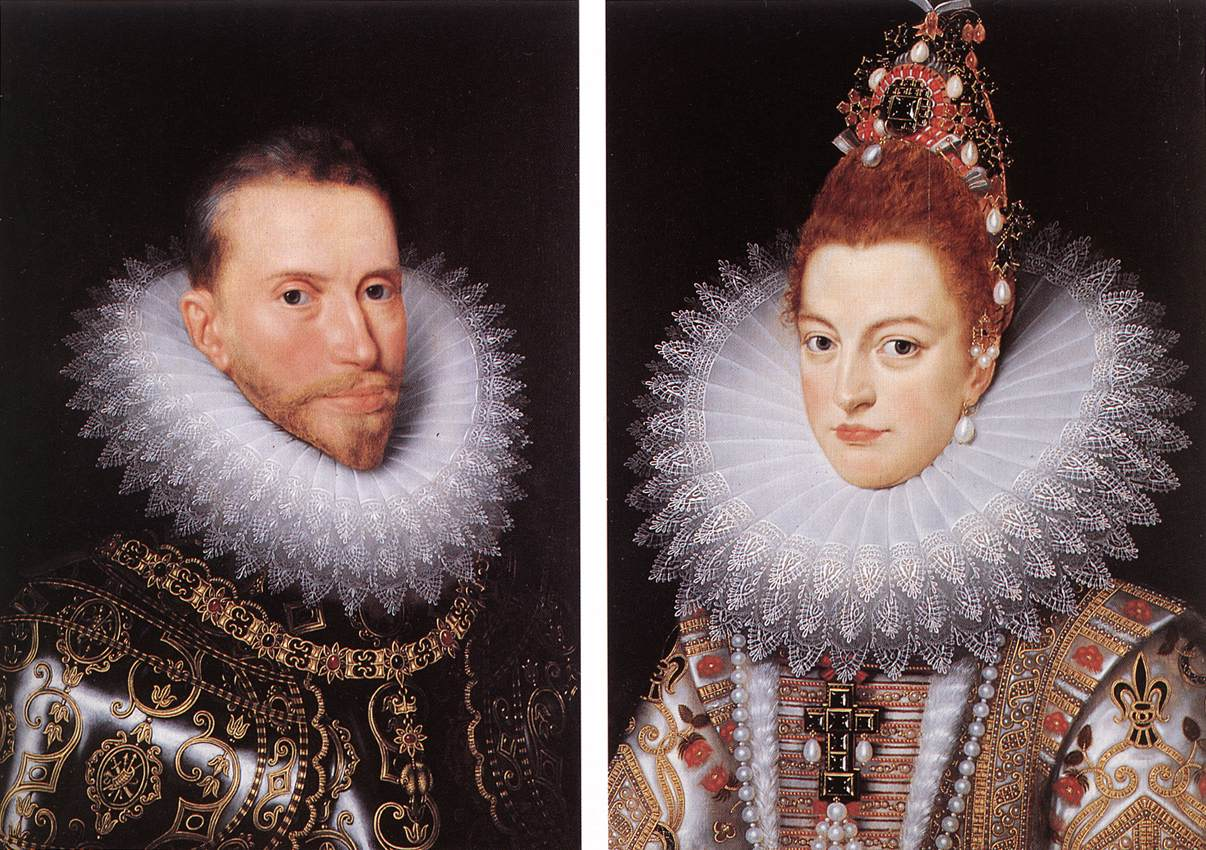
Парные портреты Изабеллы Клары Евгении и её супруга Альбрехта. Франс Поурбус Младший, Музей Грунинге, Брюгге

В апреле 1621 года перемирие завершилось, а в июле эрцгерцог Альбрехт умер. После смерти мужа Изабелла больше не надевала мирские платья и украшения, а носила вплоть до своей смерти монашеское одеяние францисканского ордена кларисс. Поскольку у Альбрехта не было наследников, то Испанские Нидерланды отошли снова к испанской короне. Находившийся в то время у власти в Испании молодой король Филипп IV был настроен весьма воинственно. Его первый министр Гаспар де Гусман Оливарес стремился возродить утраченное Испанией господство в Европе и твердо верил в победу Испании в войне с северными провинциями. Таким образом начавшиеся мирные переговоры были обречены на провал, следствием которого были долгие годы войны.
С тех времён до наших дней сохранилось сооружение, размеры которого сопоставимо с римским Лимесом или линией Мажино, а именно Фосса Евгениана. Изабелла велела построить канал между Рейном и Маасом, который должен был с одной стороны отрезать северные провинции от торговых путей, а с другой стороны служить защитой от Нидерландов. Канал между Райнбергом и Венло был длиной 48 км и имел 24 укреплённых шанца, большая часть из которых видна ещё и сегодня. Вторая стадия должна была вести до Шельды, но из-за военных успехов северных провинций она так никогда и не была построена.
После смерти в 1621 году эрцгерцога Альбрехта Изабелла Клара Евгения стала штатгальтером Испанских Нидерландов. Несмотря на сложную ситуацию она не оставляла надежду на мирное урегулирование ситуации в Испанских Нидерландах. В 1623 году инфанта послала в Гаагу опытного в международных делах живописца Петера Пауля Рубенса, который под прикрытием своей художественной деятельности вёл втайне от Испании мирные переговоры с Республикой Соединённых Провинций. Его усилия стали достоянием гласности, их итогом стала мирная конференция между Испанией и северными Нидерландами. Конференция закончилась безрезультатно из-за неуступчивости обеих сторон.
В 1618 году началась Тридцатилетняя война, быстро распространившаяся на всю Европу. Изабелла и здесь старалась внести свою лепту в мирный процесс. В 1627 году Петер Пауль Рубенс был от её имени посредником в переговорах между Испанией и Англией. Он был успешен в своём начинании и попытался сблизить позиции северных провинций и Испании, но потерпел неудачу из-за упрямства Гааги.

После 1630 года армия северных Нидерландов под предводительством Фридриха-Генриха Оранского отвоевала значительные территории, бывшие до этого под контролем Испании. 1 декабря 1633 года Изабелла Клара Евгения умерла в Брюсселе. После её смерти Испанские Нидерланды снова отошли к испанской короне. Похоронена рядом со своим мужем в кафедральном соборе св. Михаила в Брюсселе.

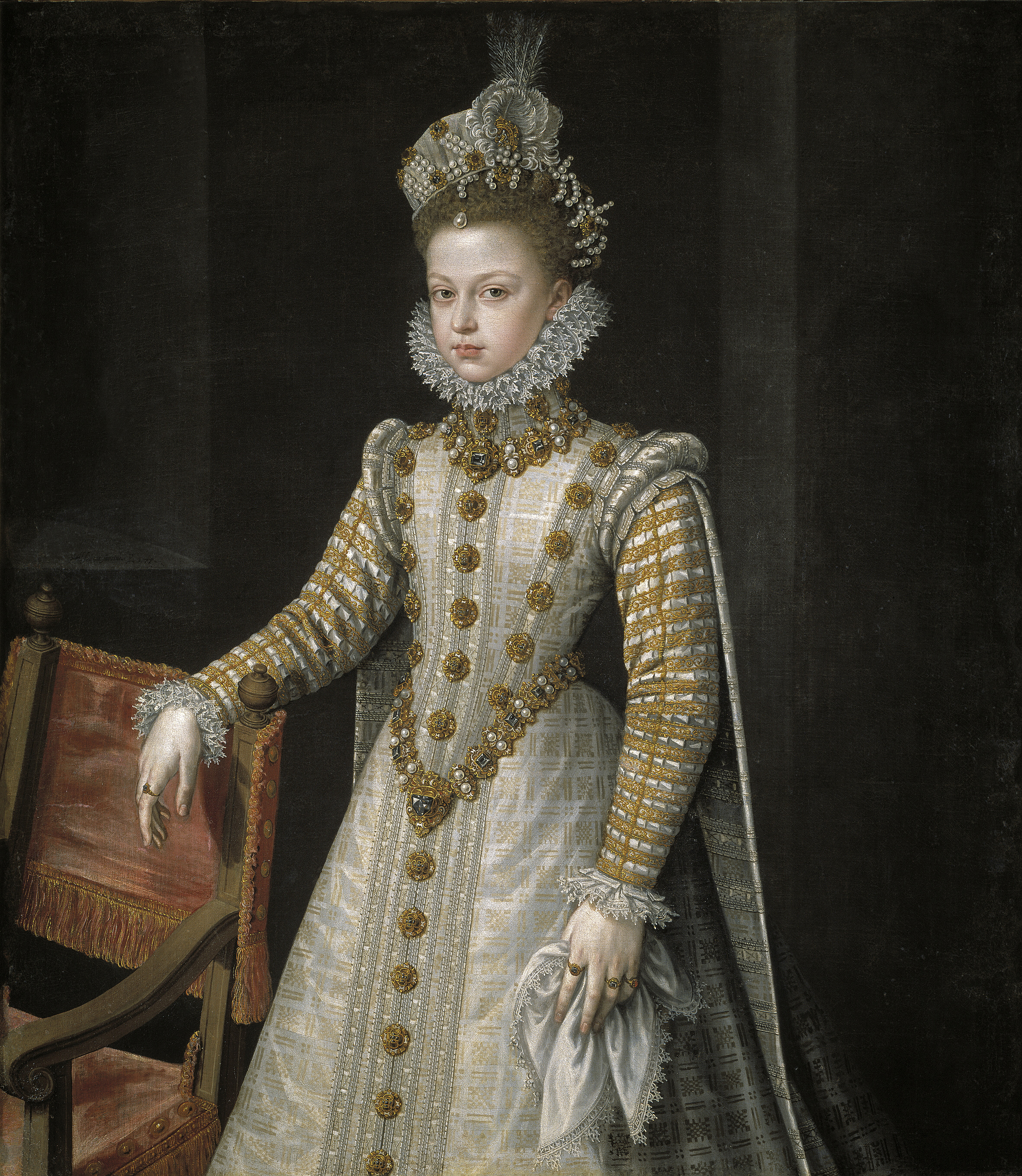
«Портрет Изабеллы Клары Евгении в возрасте 13 лет», Алонсо Санчес Коэльо, 1579 год
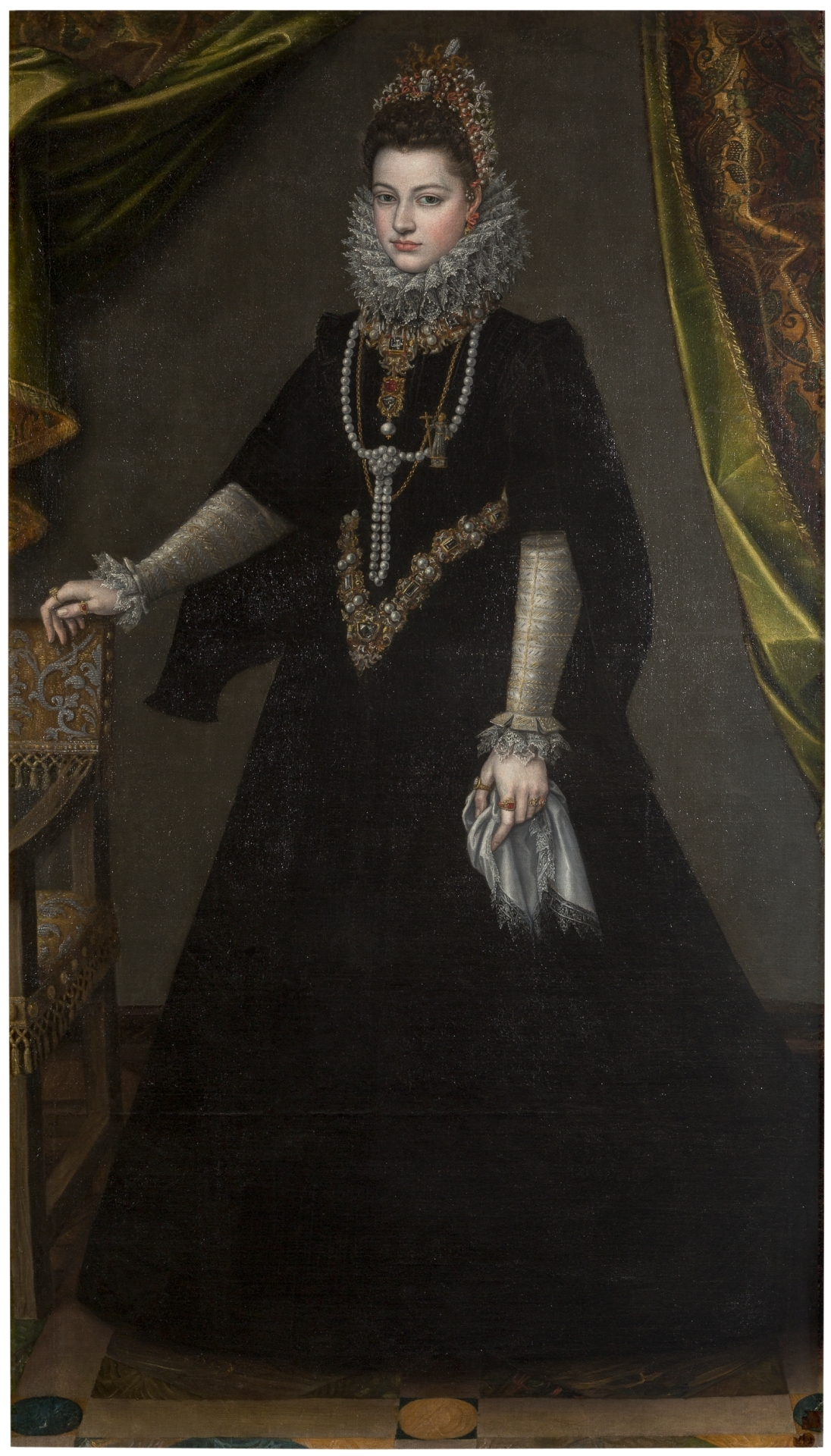
Портрет Изабеллы. Софонисба Ангвиссола, 1597 - 1598 гг.
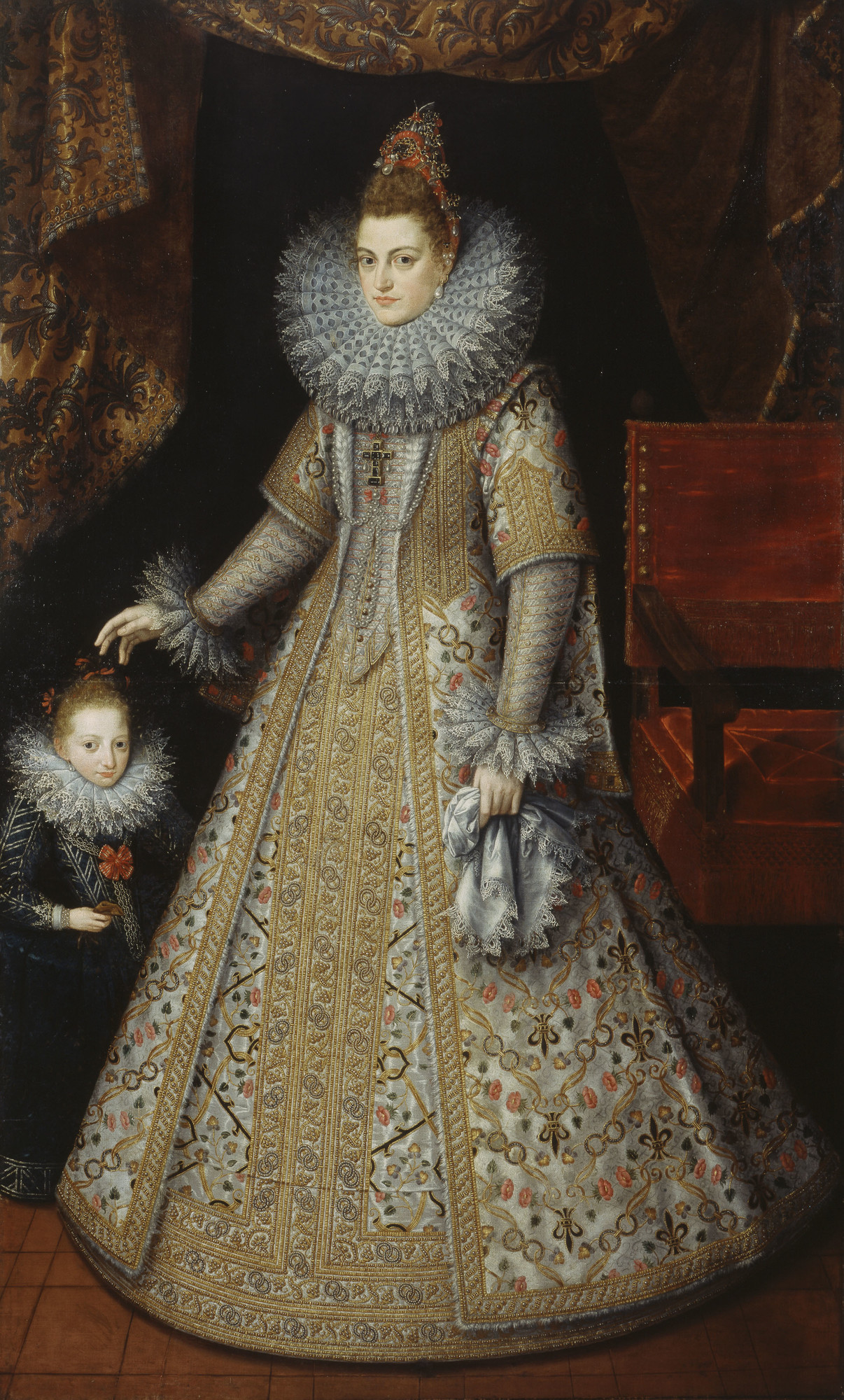
Изабелла Клара Евгения и её дочь Анна Мавриция.Франс Пурбус Младший, 1611 год
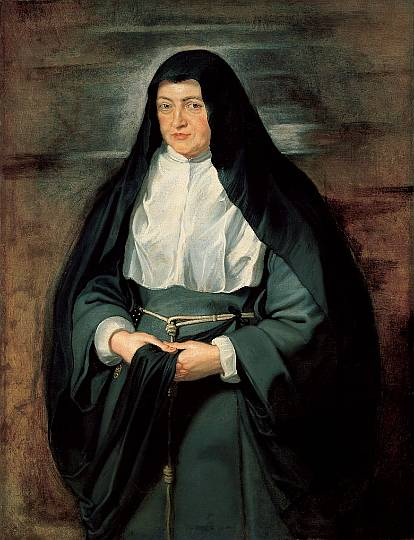
Портрет Изабеллы Клары Евгении в монашеском одеянии. Рубенс, 1625 год

## Дети
- Филипп (21 октября 1605)
- Альбрехт (21 января 1607)
- Анна Мавриция (1609—1612)

## Интересные факты

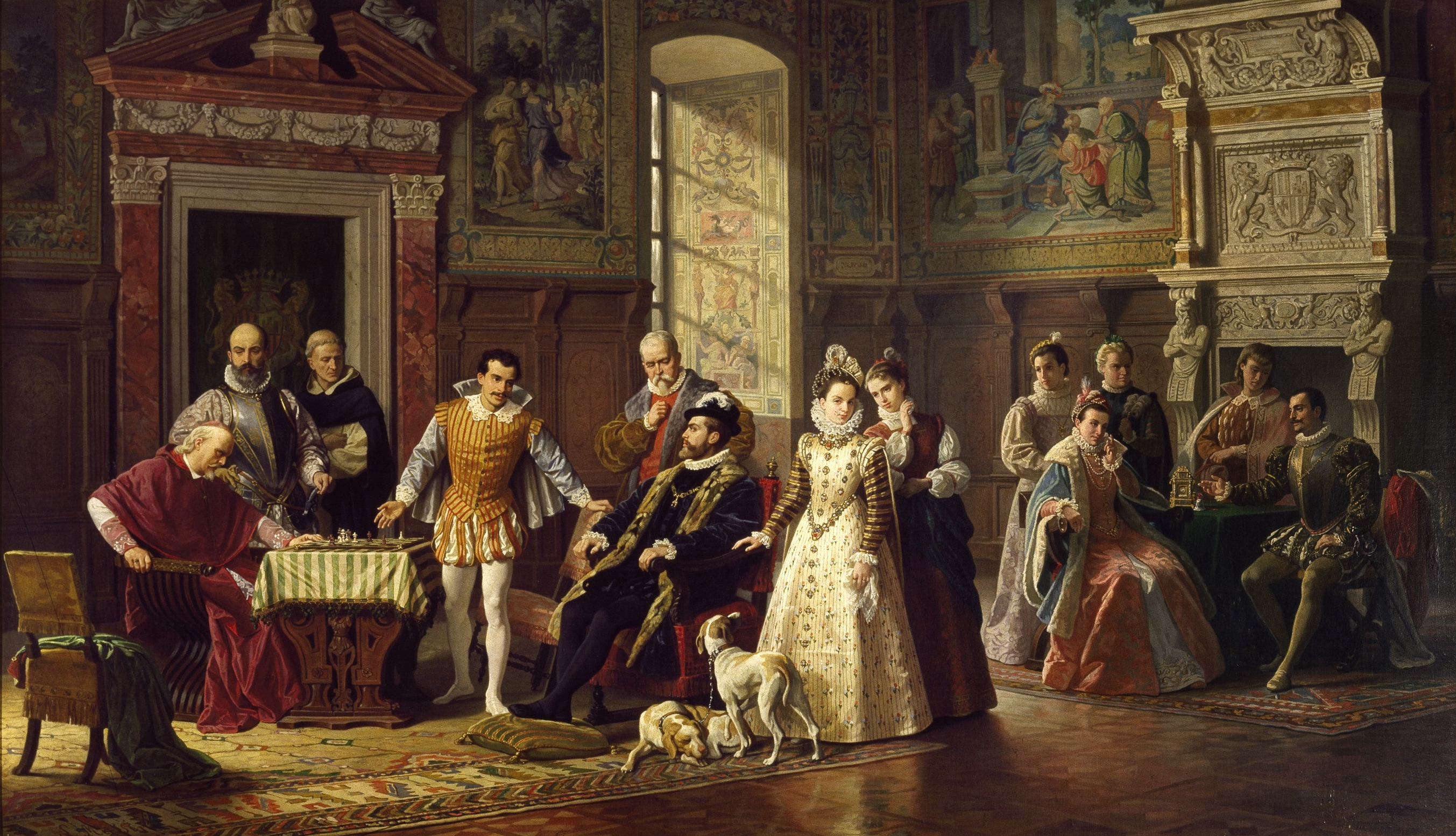
Луиджи Муссини. Шахматный турнир при дворе короля Испании, 1883. Изабелла изображена справа от сидящего в кресле в центре картины короля Филиппа II.

Изабелла проявляла большой интерес к искусству. Особенное внимание она оказывала Петеру Паулю Рубенсу, который был не только придворным живописцем, но также послом и посредником при ведении ею мирных переговоров с республикой Соединённых провинций.
Изабелла была известна интересом к шахматам. В качестве зрителя на Мадридском шахматном турнире 1575 года её изобразил итальянский художник-академист Луиджи Муссини. Но художник допустил ошибку, изобразив её взрослой девушкой. На самом деле ей во время турнира было только девять лет.
С именем Изабеллы, согласно анекдоту XIX века, связано возникновение цвета изабеллин (Isabelline) — грязновато-жёлтого или пергаментного. Изабелла Клара Евгения дала обет не менять нижнего белья до тех пор, пока её супруг Альбрехт VII Австрийский не возьмёт Остенде — крупнейший порт на берегу Северного моря. Поскольку осада длилась больше трёх лет (5 июля 1601 — 16 сентября 1604), цвет, который за это время принимает не сменяемое нижнее бельё назвали изабеллином. Про лошадей соловой, светло-кремовой масти часто говорят, что они имеют изабеллиную окраску. Окрас перьев некоторых птиц также называют изабеллиновым.
В реальности обозначение такого цвета как Isabelline вошло в употребление в английском языке раньше осады Остенде, ещё в XVI столетии и, очень вероятно, произошло от искаженного в германских языках народной этимологией итальянского названия соболя zibellino, то есть кремовый цвет назывался первоначально «соболиным» цветом, а не «Изабеллиным».